# Yohanner García
Yohanner José García Molina (Torunos, Barinas, Venezuela; 21 de noviembre de 1999) es un futbolista venezolano que juega como centrocampista y actualmente se encuentra sin equipo.

## Clubes
| Club           | País      | Temporadas    |
| -------------- | --------- | ------------- |
| Monagas SC     | Venezuela | 2017-2018     |
| Trujillanos FC | Venezuela | 2019-presente |

## Trayectoria
Sus inicios fueron en las categorías menores de Zamora FC.

### Monagas Sport Club
Para la Torneo de 2017, se incorpora al Monagas Sport Club, empezando su carrera como profesional en Primera División del fútbol venezolano. Su participación no ha sido concurrente en el Torneo Apertura de la Liga venezolana, sin embargo, ha tenido partidos relevantes como suplente de Samuel Barbieri. García jugó doce partidos con el Monagas Sport Club en el Torneo Apertura de Venezuela, logrando ser campeones antes el Caracas FC, el 2 de julio de 2017, Yohanner logró participar en este juego al entrar en el minuto 60, en sustitución por Barbieri.
Para el 27 de enero de 2018, conectó un gol en el Monumental de Maturín ante Estudiantes de Caracas.

## Estadísticas
- Última actualización el 18 de mayo del 2017. Basado en SoccerWay.

| Equipo              | Temporada           | Liga doméstica   | Liga doméstica   | Copas doméstica | Copas doméstica | Competición extranjera | Competición extranjera | Total | Total |
| Equipo              | Temporada           | PJ               | Goles            | PJ              | Goles           | PJ                     | Goles                  | PJ    | Goles |
| Venezuela           | Venezuela           | Primera División | Primera División | Copa Venezuela  | Copa Venezuela  | CONMEBOL               | CONMEBOL               | PJ    | Goles |
| ------------------- | ------------------- | ---------------- | ---------------- | --------------- | --------------- | ---------------------- | ---------------------- | ----- | ----- |
| Monagas SC          | 2017                | 12               | 0                |                 |                 |                        |                        | 12    | 0     |
| Monagas SC          | Total               | 12               | 0                |                 |                 |                        |                        | 12    | 0     |
| Total de su carrera | Total de su carrera | 10               | 0                | 0               |                 | 0                      |                        | 10    | 0     |

## Palmarés

### Campeonatos nacionales
| Título           | Club    | País      | Año  |
| ---------------- | ------- | --------- | ---- |
| Torneo Apertura  | Monagas | Venezuela | 2017 |
| Primera División | Monagas | Venezuela | 2017 |